# Diptih Kristus in Devica
Diptih Kristusa in Device je bil sestavljen iz dveh majhnih oljnih slik na hrastovih tablah in je delo staronizozemskega slikarja Dirka Boutsa,  naslikan ok. 1470–75. Prvotno sta sliki tvorili krili zgibnega nabožnega diptiha.
Izvirni diptih s podpisom je izgubljen, čeprav obstajajo številne različice na splošno slabše kakovosti, vključno s skoraj enakim diptihom v Louvru in podobnim diptihom v Torontu. Ohranjene so tudi druge različice posamezne table. Najboljše različice Mater Dolorosa so v Art Institute of Chicago in v Weissbergerjevi zbirki v Madridu. Čikaško različico je verjetno naslikal Boutsov sin Dirk Bouts mlajši, o katerem ni znano nič. Dobra različica Kristusa je v zbirki vojvodinje Osune v Sevilji. Znanih je vsaj deset drugih različic, vključno z eno iz delavnice Dirka Boutsa v Narodni galeriji v Londonu.
Čeprav so bili nabožni diptihi v severni umetnosti sredi 15. stoletja pogosti, so tipično po inovacijah zelo komercialno uspešnega Rogierja van der Weydna, za katerega je znano, da je vplival na Boutsa, prikazali svetnika v paru z donatorjem. Ta primer je nenavaden, ker obe krili upodabljata člana Svete družine.

## Opis
Bouts prikazuje Devico Marijo kot Mater Dolorosa ('Žalostna Gospa'). Prikazana je z rdečimi očmi, polnimi solz, ki se ji razlivajo po licih. Glava je sklonjena od žalosti  in čeprav gleda navzven, je njen izraz odbijajoč in vase zaprt. Njene oči - kot Kristusove oči na desni tabli - se sramežljivo in dostojanstveno odvračajo od gledalca. Njene so obupane, enako solzne rdeče oči gledajo na njeno desno.
V primerjavi s strastnimi in ekspresivno upodobljenimi upodobitvami Marijinega trpljenja v umetnosti Boutsovih bližnjih sodobnikov van Eycka ali van der Weydna  je tu Marijina žalost zelo zadržana in po besedah umetnostnega zgodovinarja Josepha Van der Elsta toliko bolj »privlačna in ganljiva. Brezčasna je kot človeško trpljenje«. Devičina žalost je bila namenjena vzbujanju empatije pri gledalcu, ki je bil tako kot ona spodbujen k meditaciji o Kristusovem trpljenju.
Kristus je prikazan v trpljenju in bolečini in odraža enega od dveh širokih slogov priljubljene upodobitve z enim portretom, ki je bil priljubljen sredi do poznega 15. stoletja, oba kažeta njegovo glavo od blizu, njega pa v polovični dolžini. Prikaz Kristusa v obliki Sveti obraz sega v bizantinske [[ikona|ikone]], motiv pa sta ponovno popularizirala Robert Campin in izgubljeni van Eyckov čelni prikaz Kristusa, znan po kopiji v Staatliche Preussischer Kulturbesitz Museen, Berlin.  Ta slika bi lahko bila narejena v Boutsovi delavnici proti koncu njegovega življenja.
Drugo priljubljeno sredstvo za predstavitev Kristusove glave, Človek žalosti ali Mrtvi Kristus, izhaja iz rimskih podob in je običajno manj formalna, manj strogo frontalna kot upodobitve Svetega obraza in se osredotoča na trpljenje in pasijon svetopisemskih zgodb. Morda je najbolj opazen primer slednjega Geertgen tot Sint Jansov Človek žalosti ok. 1485-95. Boutsova zgodnejša desna tabla je podobno tipična, saj prikazuje Kristusa, ki krvavi na čelu zaradi vbodov, ki jih je naredila trnova krona. Zelo podobno delo iz okoli leta 1470, ki ga pripisujejo Boutsu, je po kompoziciji, barvi in tonu primerljivo in je danes v londonski Narodni galeriji.
V tem delu Bouts premakne poudarek in v tradiciji predstavi oba, Kristusa in Marijo, Marija pa je zdaj predstavljena kot Žalostna žena. 

## Galerija
- Mater Dolorosa.  delavnica Dirka Boutsa mlajšega, ok. 1470–75, 38,7 × 30,3 cm. Art Institute of Chicago.
- Kristus okronan s trnjem , Dirk Bouts, ok. 1470. Olje s tempero, Narodna galerija, London.
- Človek žalosti, Geertgen tot Sint Jans ok. 1485-95. Olje na led, Museum Catharijneconvent, Utrecht.